# ديفيد كونواي
ديفيد كونواي (بالإنجليزية: David Conway)‏ هو كاتب خيال علمي ومغني وكاتب أغاني بريطاني، وهو عضو سابق في فرقة الروك البديل ماي بلودي فالنتاين. ولد في 1963 في دبلن في جمهورية أيرلندا.

## وصلات خارجية
- الموقع الرسمي
- ديفيد كونواي على موقع ميوزك برينز (الإنجليزية)
- ديفيد كونواي على موقع ديسكوغز (الإنجليزية)